# Marlon Jackson
Marlon Jackson (n. 12 martie 1957, Gary, Indiana, SUA) este un animator american. Este al șaselea copil al familiei Jackson.